# Ronda (Carolina del Nord)
Ronda è un comune degli Stati Uniti d'America, situato in Carolina del Nord, nella contea di Wilkes.